# Лоренц Хризант фон Вест
Лоренц Хризант Едлер фон Вест (нім. Lorenz Chrysanth Edler von Vest, 1776–1840) — австрійський лікар і ботанік.

## Біографія
Він вивчав медицину у Відні та у Фрайбурзькому університеті, де в 1798 році отримав ступінь доктора. Після служби в армії він влаштувався на медичну практику у своєму рідному місті Клагенфурт (1800). З 1804 по 1812 рік він викладав уроки теоретичної та практичної медицини в ліцеї в Клагенфурті, а потім працював професором ботаніки та хімії в Йоганнаумі в Граці. У 1829 році він був призначений головним регіональним лікарем і радником зі здоров'я при уряді Штирії.

## Публікації
Серед його найбільш відомих публікацій:
- Manuale botanicum inserviens excursionibus botanicus, sistens stirpes totius Germaniaephanerogamas (1805)
- Anleitung zum gründlichen Studium der Botanik (1818)
- Versuch einer systematischen Zusammenstellung der in Steyermark cultivirten Weinreben (1826)

## Вшанування
У 1809 році Карл Людвіг Вілденов назвав рід рослин Vestia (родина пасльонових) на його честь.